# Tumblr
Tumblr è una piattaforma che fornisce servizi di microblogging e social network che consente di creare un tumblelog, dove pubblicare contenuti multimediali di vario genere.

## Storia
Lo sviluppo di Tumblr iniziò nel 2006, presso la società di consulenza di David Karp, Davidville (che si trova ad un isolato dall'attuale sede centrale di Tumblr). Karp era interessato da tempo ai Tumblelog (particolare tipo di blog sintetico) ed era in attesa che una tra le piattaforme di blog più affermate al tempo, li introducesse nelle proprie piattaforme. Tuttavia questo non avvenne. Di conseguenza, dopo un anno di attesa, Karp e lo sviluppatore Marco Arment iniziarono a lavorare insieme, arrivando all'ultimazione di Tumblr. La piattaforma venne lanciata ufficialmente nel febbraio 2007, raggiungendo i 75.000 utenti nel giro di due settimane.
Arment ha lasciato la compagnia nel settembre 2010 per concentrarsi su un'altra sua attività, Instapaper.
A inizio giugno 2012, Tumblr avviò la sua prima importante campagna pubblicitaria in collaborazione con il noto marchio sportivo Adidas.
Nel maggio 2013 Yahoo! offrì 1,1 miliardi di dollari per l'acquisizione di Tumblr, concludendo la trattavia il 20 dello stesso mese, con l'ufficializzazione del passaggio di consegne che venne data da Marissa Mayer, direttamente da un blog creato appositamente per l'occasione. Nel 2017, in seguito all'acquisizione di Yahoo! da parte di Verizon Communications nel 2017, Tumblr ne ha seguito le sorti, venendo contestualmente incorporata in Oath, società sussidiaria che gestisce anche AOL e la stessa Yahoo!.
Nel dicembre 2018, alcune settimane dopo l'eliminazione dell'app per Tumblr dall'App Store, la piattaforma ha avviato una campagna per l'eliminazione dei contenuti ritenuti per adulti presenti in essa. Un'azione resa necessaria per rispondere alle numerose critiche che l'hanno interessata negli anni, inerenti la sicurezza e gli standard applicati nel controllo dei contenuti, giudicati insufficienti per filtrare quelli ritenuti, a vario titolo, a rischio. Tuttavia, l'introduzione delle nuove restrizioni suscitarono le proteste di molti utenti, i quali ritenevano che esse sarebbero andate a penalizzare ingiustamente anche altri materiali caricati, tra cui quelli con contenuti artistici o scientifici. È stato calcolato che, in seguito a questa politica, nei primi mesi del 2019 Tumblr abbia perso 437 milioni di visite totali alle proprie pagine.
Ad agosto 2019, Verizon ha ceduto Tumblr ad Automattic, società controllante il noto sistema di gestione contenuti a sorgente aperta WordPress.

## Caratteristiche
Centro delle attività degli utenti su Tumblr è il pannello di controllo. Da qui, infatti, prendono vita gran parte delle attività. La creazione dei post è facilitata da moduli diversi che avviano una procedura differente a seconda che si voglia pubblicare un testo, un'immagine, una citazione, un collegamento, una conversazione, un audio o un filmato. Inoltre, la grafica di Tumblr può essere gestita tramite modelli grafici forniti dal sito o da altri soggetti, in quanto il codice che gestisce la grafica del tumblelog è liberamente accessibile e personalizzabile.
Inizialmente non fu previsto il supporto per i commenti, tuttavia questi sono stati successivamente resi disponibli facoltativamente. Sempre nella logica del tumblelog, Tumblr non offre supporto diretto al blogroll, di conseguenza 'inserimento di collegamenti verso altri siti/blog va eventualmente effettuato modificando il codice. Viceversa lo scambio di informazioni tra gli iscritti alla piattaforma è facilitato dalla funzione di ripubblicazione, che consente di ripubblicare rapidamente un post pubblicato da altri, e dalla possibilità di sottoscrivere altri tumblr i cui aggiornamenti appariranno direttamente nel pannello di controllo. È inoltre presente un sistema di comunicazione tra utenti.